# Luo (Ethnie)

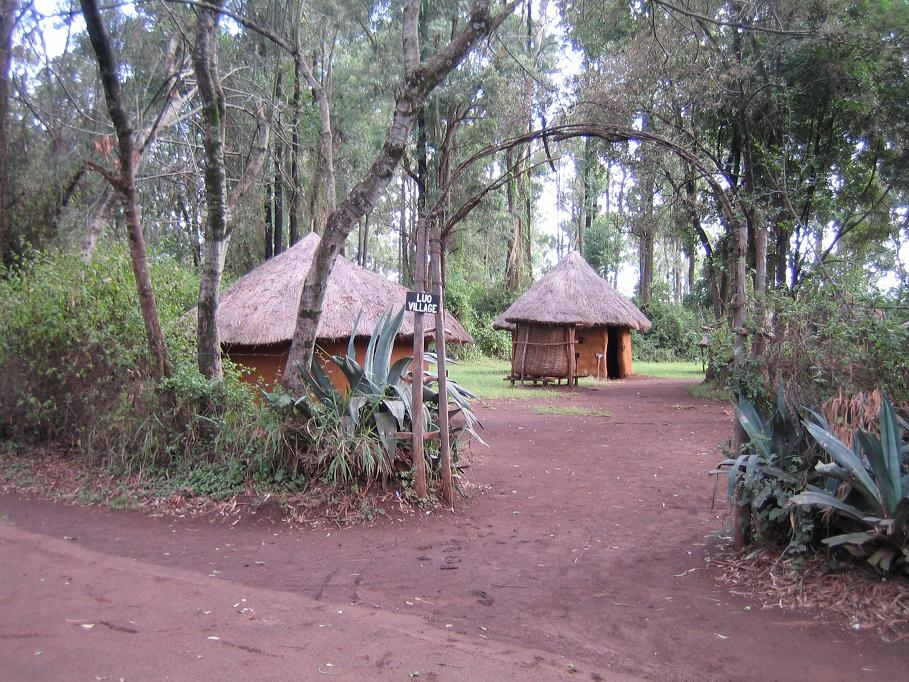
Ein traditionelles Luo-Dorf im Bomas of Kenya Museum

Die Luo sind eine nilotischsprachige Ethnie am Victoriasee in Kenia und Tansania, der etwa 3,4 Millionen Menschen angehören. In Kenia sind sie nach den Kikuyu und den Luhya die drittgrößte Ethnie und stellen circa 13 Prozent der kenianischen Bevölkerung. Sie sind ethno-linguistisch mit den Acholi, den Kalendjin und den Massai verwandt. Ihre Sprache heißt ebenfalls Luo oder Dholuo und gehört zu den nilotischen Sprachen.

## Bräuche und Traditionen
Es gab früher den Brauch, bei der Initiation die vorderen Schneidezähne auszubrechen. Entstanden ist dieses Ritual angeblich, weil Wundstarrkrampf unter den Luo weit verbreitet war. Durch das Ausbrechen der Schneidezähne konnte der Erkrankte trotz starr verschlossenem Kiefer über ein Röhrchen mit Nahrung und Flüssigkeit versorgt werden. Diese Praxis ist heute nicht mehr in Gebrauch.
Bis heute ist es durchaus noch üblich, dass die Luo in Vielehen leben. So kann ein Mann mehrere Frauen haben, um höheres Ansehen zu erlangen, denn viele Frauen zeugen von Wohlstand, oder um eine Frau zu entlasten, wenn sie zu alt zum Kindergebären geworden ist. Stirbt ein Mann, wird die sogenannte „Witwenreinigung“ vollzogen. Hierbei wird die Frau gezwungen, mit einem Mann ungeschützten Geschlechtsverkehr zu haben. Diese Praxis wird aber zunehmend infrage gestellt.
Die Luo sind eines der wenigen Völker Kenias, die traditionell weder bei Jungen (Zirkumzision) noch bei Mädchen (weibliche Genitalverstümmelung) die Beschneidung praktizieren, was sie in den Augen vieler anderer Ethnien politisch diskreditiert. Um das Jahr 2000 begann Kenia, bestärkt durch die WHO, die Beschneidung von erwachsenen Männern zu propagieren, da man sich davon eine Verringerung der Zahl von HIV-Infektionen verspricht. Laut Kenya Demographic and Health Survey (KDHS) (Information vom Juli 2004) sind etwa 17 Prozent der Luo zwischen 15 und 54 beschnitten.
Die Verbindung zum Boden hat eine sehr zentrale, emotionale und in früheren Zeiten zudem gesellschaftsprägende Bedeutung. Land wird innerhalb der Familie nach streng festgelegten Regeln vererbt, die die Lebensgrundlage aller Mitglieder sicherstellen sollen. Dabei herrschte die Auffassung, dass das Land nicht nur den Lebenden gehört, sondern von den Geistern der Verstorbenen, sowie den kommenden Generationen bewohnt wird. Folglich war es nicht verkäuflich oder verpachtbar: Die einzige Möglichkeit, es Fremden zur Verfügung zu stellen, war, es ihnen auf deren Bitte hin gratis zur Nutzung zu überlassen, dies nach klaren Regeln, auf bestimmte Zeit und mit eindeutigen Rechten des Nutznießers. Wer keinerlei Land besitzt, hat bis heute einen gesellschaftlich schwierigen Stand, und es wird als sehr belastend empfunden, als Luo kein Stück Heimaterde zu besitzen, auf dem man dereinst begraben werden kann.
Die Luo-Gesellschaft war traditionell bemerkenswert egalitär aufgebaut. So besaß im Prinzip jeder den gleichen Zugang zu den Ressourcen, lediglich das Alter und besondere Weihen wie die von Heilern und Hellsehern garantierten einen höheren Rang. Noch heute wird das Alter hoch geachtet. Der Mensch wird als ein Leben lang lernend und veränderbar betrachtet, was die Offenheit für Bildungsangebote und eine hohe Mobilität begünstigt.

## Geschichte
Wörtlich bedeutet Luo „Menschen aus den Sümpfen“, was auf ihre Herkunft aus den sudanesischen Sümpfen am Zusammenfluss des Weißen Nil und des Bahr al-Ghazal anspielt. Von dort wanderten sie aus nicht geklärten Gründen ab dem 14. Jh. aus und spalteten sich in immer weitere Untergruppen auf, die in ihrer Lebens- und Wirtschaftsweise von der neuen Umgebung Anleihen nahmen. Noch im 15. Jh. einigte Nyakango an die hundert Clans und Untergruppen und gründete eine Nation feudaler Prägung, die er in Richtung Norden führte, um die an Araber und Europäer verlorenen Gebiete zurückzuerobern. Die übrigen Luo wanderten weiter in Richtung Uganda, wobei sich einige Gruppen an die Bantu-sprachige Mehrheitsbevölkerung assimilierten, andere dagegen eigene Dynastien etablierten und ihre Eigenständigkeit verteidigten. Nach Kenia wanderten Luo-sprachige Gruppen während eines Zeitraums von ca. 1550 bis 1800 ein und besiedelten in mehreren Schüben das Gebiet Nyanza und das Westufer des Victoriasees. Obwohl ursprünglich nomadisch wie die ebenfalls nilotischstämmigen Massai heute, begannen sie dort sehr schnell mit dem Ackerbau und dem Fischfang, denn für nomadische Lebensweise stand hier nicht genügend Weideland zur Verfügung.

## Politik
Die Luo blicken auf eine Tradition der Egalität innerhalb der Gemeinschaft zurück, in der es außer der Hierarchie des Alters und Wissens im Prinzip keine Rangunterschiede gibt. So herrscht ein Selbstbewusstsein als treibende Kraft zur Demokratisierung Kenias, die allerdings in der Macht- und Kompetenzverteilung für die Luo bislang unbefriedigend verlief. Bedeutende Politiker unter den Luo waren der 1969 ermordete Tom Mboya, der ehemalige und 1990 ebenfalls ermordete kenianische Außenminister Robert Ouko, Oginga Odinga † und dessen Sohn und momentane Minister unter der NARC-Regierung (2002 bis 2005) Raila Odinga. Seit der Kolonialzeit stehen die Luo in einem Konkurrenzverhältnis zu den Kikuyu. Politische Rivalitäten haben nicht erst seit der Wahl 2007 in Kenia und der damit verbundenen Enttäuschung über Kompetenzverteilung innerhalb der Regierung (Stichwort Verfassungsreform, Einrichtung des Amtes eines Ministerpräsidenten) zu Misstrauen und Ressentiments gegenüber den Kikuyu geführt. Sie gelten als äußerst traditionsbewusst. Dies und die Spannung zu den Kikuyu trat 1987 sehr deutlich in dem berühmten Otieno-Fall (Wer hat das Recht einen Toten wo zu beerdigen: die Kikuyu-Witwe in Nairobi oder die Luo-Brüder in Kisumu ?), der zu monatelangen Presseberichten und sogar Straßenunruhen in Nairobi führte. Der oberste Gerichtshof des Landes entschied für die Luo-Brüder, da für den Fall, dass ein Rechtsgut nicht geregelt sei (was in diesem Fall zutraf), die Verfassung traditionellen Rechten den Vorrang einräume.

## Gebiet
Das Hauptverbreitungsgebiet der Luo ist heute die ehemalige Nyanza-Provinz im Westen Kenias, die auch von den bantusprachigen Kisii oder Gusii bewohnt wird. Nicht selten ist es in dem dichtbesiedelten Gebiet, das eine der höchsten Bevölkerungsdichten Kenias aufweist, zu Auseinandersetzungen um Land gekommen. Bei einem direkten Vergleich der Luo mit anderen Ethnien bzw. Regionen Kenias fällt der geringe Innovationsgrad im Agrarsektor auf.

## Bekannte Luo
- Grace Ogot, Schriftstellerin
- Barack Obama Senior, Vater des 44. Präsidenten der Vereinigten Staaten von Amerika Barack Obama
- Lupita Nyong’o, Schauspielerin
- Alexandra Ndolo, Fechterin